# Большие Туралы
Большие Туралы (тат. Олы Уыш) — село в Тарском районе Омской области России. Административный центр Большетуралинского сельского поселения.

## История
Основана в 1650 г. В 1928 г. состояла из 86 хозяйств, основное население — татары. В составе Солдатовского сельсовета Нижне-Колосовского района Тарского округа Сибирского края. В 1985 г. в состав села включена соседняя деревня Солдатово.

## Население
| 1926 | 2002 | 2010 |
| ---- | ---- | ---- |
| 385  | ↗835 | ↘753 |